# One Step at a Time (Jordin Sparks)
One Step at a Time è una canzone della cantante statunitense Jordin Sparks. Il brano è stato estratto come terzo singolo dall'album d'esordio della cantante.
Quando la canzone ha raggiunto la posizione 17 nella Billboard Hot 100, Jordin è diventata la prima concorrente di American Idol che è riuscita a piazzare quattro singoli nella top 20.

## Classifiche
| Classifica (2008)                      | Posizione massima |
| -------------------------------------- | ----------------- |
| Australian ARIA Singles Chart          | 40                |
| Bulgarian Singles Chart                | 1                 |
| Canadian Hot 100                       | 13                |
| Hot Canadian Digital Singles           | 15                |
| Euro 200                               | 146               |
| Philippines Hot 100                    | 1                 |
| New Zealand RIANZ Singles Chart        | 10                |
| Portuguese Singles Chart               | 41                |
| U.S. Billboard Hot 100                 | 17                |
| U.S. Billboard Hot 100 Airplay         | 19                |
| U.S. Billboard Hot Adult Top 40 Tracks | 21                |
| U.S. Billboard Hot Digital Songs       | 16                |
| U.S. Billboard Hot Digital Tracks      | 14                |
| U.S. Billboard Pop 100                 | 8                 |
| U.S. Billboard Pop 100 Airplay         | 6                 |
| U.S. Billboard Mainstream Top 40       | 7                 |